# Betrayer F.T.M.
Betrayer F.T.M. ist eine kolumbianische Thrash-Metal-Band aus Cali, die im Jahr 2005 gegründet wurde.

## Geschichte
Die Band wurde im Jahr 2005 von Gitarrist Mauricio Murcia, Sänger und Gitarrist Jimmy Acevedo, Schlagzeuger Juan Camilo und Bassist Carlos Vitery gegründet. Noch im selben Jahr verließ Vitery die Band wieder und wurde durch Nelson Marín ersetzt. Im Jahr 2007 verließen er und Camilo die Band wieder. Als neue Mitglieder kamen Schlagzeuger Felipe Ospina und Bassist Kevin Clifford hinzu. Im selben Jahr erschien die EP Bestial Torment Rage, der die zweite EP Get What You Deserve im Jahr 2009 folgte. Im selben Jahr folgte außerdem eine Tour durch Ecuador. Im Jahr 2010 folgte das Debütalbum No Life Till Fury. Der Veröffentlichung folgte eine Tour durch Südamerika.

## Stil
Die Band spielt klassischen Thrash Metal, der stark an die Werke von Metallica erinnert.

## Diskografie
- 2007: Bestial Torment Rage (EP, Eigenveröffentlichung)
- 2009: Get What You Deserve (EP, Steeler Records)
- 2010: Bikes, Bullets, and Rock & Roll (Kompilation, Rostrum Metralla Productions)
- 2010: Get What You Deserve II (EP, La Medula Espinal)
- 2010: No Life Till Fury (Album, Violent Records)
- 2012: Troops of Burning Vengeance (Split mit Antikristo, Infernal Maniak und Attack Fire, Metaleros Dementes Producciones)